# Deutsche Poolbillard-Meisterschaft 1994 (Herren)
Die Deutsche Poolbillard-Meisterschaft 1994 war die 20. Austragung zur Ermittlung der nationalen Meistertitel der Herren in der Billardvariante Poolbillard. Sie wurde in Essen ausgetragen.
Es wurden die Deutschen Meister in den Disziplinen 14/1 endlos, 8-Ball, 9-Ball und 8-Ball-Pokal (in München) ermittelt.

## Medaillengewinner
| Disziplin    | Gold                                        | Silber                                   | Bronze                          | 4. Platz                              |
| ------------ | ------------------------------------------- | ---------------------------------------- | ------------------------------- | ------------------------------------- |
| 14/1 endlos  | Ralf Souquet (PC Mörfelden)                 | Oliver Ortmann (BSC Ingolstadt)          | Thomas Engert (PBC Düren-Nord)  | Andreas Vondenhoff (BC Hennef)        |
| 8-Ball       | Thomas Engert (PBC Düren-Nord)              | Michael Schmidt (BC Bremen-Nord)         | Tony Deigner (PBC Oftersheim)   | Thomas Peeters (1. PBC Joker Geldern) |
| 9-Ball       | Francisco Bustamante (Kieler Billard Union) | Oliver Ortmann (BSC Ingolstadt)          | Thomas Engert (PBC Düren-Nord)  | Ralf Souquet (PC Mörfelden)           |
| 8-Ball-Pokal | Wolfgang Zumbrägel (Molbergen)              | Robert Schrüffer (Rollende 8 Deggendorf) | Volker Blättel (PBC Oftersheim) | Alfred Loibl (BSC Ingolstadt)         |